# Dhanusa (district)

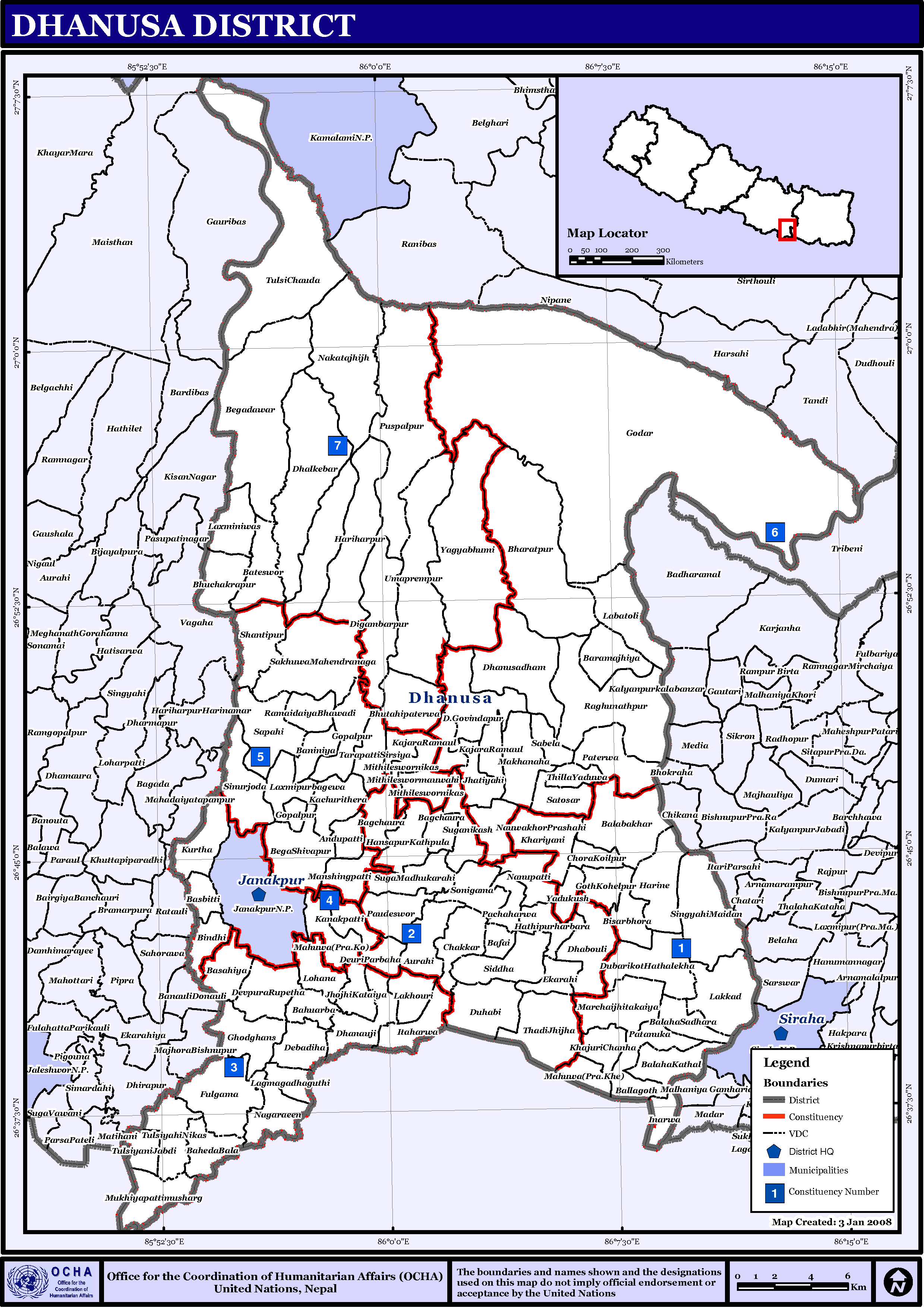
Kaart van het district Dhanusa

Dhanusa (Nepalees: धनुषा) is een van de 75 districten van Nepal. Het district is gelegen in de zone Janakpur en de hoofdstad is Janakpur.

## Stedenendorpscommissies[2][3]
- Stad: Nepalees: nagarpalika of N.P.; Engels: municipality;
- Dorpscommissie: Nepalees: gāu bikās samiti; Engels: village development committee of VDC.

- Steden (1): Janakpur.
- Dorpscommissies (101): Andupatti, Aurahi (Dhanusa (district), Bafai, Bagchaura (of: Baghchaura), Baheda Bala (of: Baheda Bela), Bahuarba (of: Bahuarwa), Balabakhar, Balaha Kathal, Balaha Sadhara (of: Balaha Saghara), Ballagoth (of: Balahagoth), Baniniya, Baramajhiya, Basahiya, Basbiti (of: Basbitti), Bateswor (of: Bateshwar), Bega Shivapur (of: Benga Shivapur), Begadawar (of: Bengadawar), Bharatpur (Dhanusa (district), Bhuchakrapur, Bhutahipaterwa, Bindhi (of: Binhi), Bisarbhora (of: Bisarmora), Chakkar, Chora Koilpur (of: Chora Koyalpur), D.Govindapur (of: Dhanusha Govindapur), Debadiha, Deuri Parbha (of: Deuri Parbaha), Devpura Rupetha (of: Devpura Rupaitha), Dhabouli (of: Dhabauli), Dhalkebar, Dhanauji, Dhanusadham, Digambarpur, Dubarikot Hathalekha (of: Dubarikot Hathiletwa, of: Dubarikot Hathaletwa), Duhabi (Dhanusa (district), Ekarahi (of: Ekrahi), Fulgama (of: Phulgama), Ghodghans (of: Ghodghas), Godar, Gopalpur, Goth Kohelpur (of: Gothkoyalpur), Hansapur Kathpula (of: Hamsapur Kathpulla), Hariharpur (Dhanusa (district), Harine, Hathipurharbara (of: Hathipurharbara, of: Hathipur Harbara), Inarawa (Dhanusa (district) (of: Inarwa), Itaharwa, Jhatiyahi, Jhojhi Kataiya (of: Jhoji Kataiya), Kachuri Thera (of: Kauchuri Thera), Kajara Ramaul, Kanakpatti, Khajuri Chanha, Khariyani, Kurtha, Labatoli, Lagmagadhaguthi (of: Lagmagadha Guthi), Lakhouri (of: Lakhauri), Lakkad (of: Lakkar), Laxminiwas, Laxmipurbagewa (of: Laksmipur Bagewa), Lohana, Mahuwa (Pra.Ko), Makhanaha, Manshingpatti, Marchaijhitakaiya (of: Machijhitkaiya, of: Machi Jhitkaiya), Mithileswormauwahi (of: Mithileshwor Mauwahi), Mithileswornikas (of: Mithileshwor Nikas), Mukhiyapattimushargiya (of: Mukhiyapatti Musaharniya), Nagaraeen (of: Nagarain), Nahuwa (Pra.Khe) (of: Mahuwa (Pra. Khe)), Nakatajhijh (of: Nakatajhij), Nanupatti (of: Nannupatti), Nauwakhor Prashahi, Pachaharwa, Patanuka (of: Patnuka), Paterwa (Dhanusa (district), Paudeswor (of: Paudeshwar), Puspalpur (of: Puspabalpur), Raghunathpur (Dhanusa (district), Ramaidaiya Bhawadi (of: Ramdaiya Bhawadi), Sabela, Sakhuwa Mahendranagar, Sapahi (Dhanusa (district), Satosar, Shantipur (Dhanusa (district), Siddha (of: Giddha, of: Gidhha), Singyahi Maidan (of: Singyahi Madan), Sinurjoda (of: Sinurjora), Sonigama, Suga Madhukarrahi (of: Suga Madhukarahi, of: Sugamadhukarhi), Suganikash (of: Suga Nikash, of: Suganikas), Tarapatti Sirsiya, Thadi Jhijha (of: Thadi Jhija), Thilla Yaduwa, Tulsi Chauda (of: Tulsi Chaura), Tulsiyahi Nikas, Tulsiyani Jabdi (of: Tulsiyahi Jabdi), Umaprempur, Yadukush (of: Yadukuha), Yagyabhumi.

Achham · 
Arghakhanchi · 
Baglung · 
Baitadi · 
Bajhang · 
Bajura · 
Banke · 
Bara · 
Bardiya · 
Bhaktapur · 
Bhojpur · 
Chitwan · 
Dadeldhura · 
Dailekh · 
Dang · 
Darchula · 
Dhading · 
Dhankuta · 
Dhanusa · 
Dolkha · 
Dolpa · 
Doti · 
Gorkha · 
Gulmi · 
Humla · 
Ilam · 
Jajarkot · 
Jhapa · 
Jumla · 
Kailali · 
Kalikot · 
Kanchanpur · 
Kapilvastu · 
Kaski · 
Kathmandu · 
Kavrepalanchok · 
Khotang · 
Lalitpur · 
Lamjung · 
Mahottari · 
Makwanpur · 
Manang · 
Morang · 
Mugu · 
Mustang · 
Myagdi · 
Nawalparasi · 
Nuwakot · 
Okhaldhunga · 
Palpa · 
Panchthar · 
Parbat · 
Parsa · 
Pyuthan · 
Ramechhap · 
Rasuwa · 
Rautahat · 
Rolpa · 
Rukum · 
Rupandehi · 
Salyan · 
Sankhuwasabha · 
Saptari · 
Sarlahi · 
Sindhuli · 
Sindhulpalchok · 
Siraha · 
Solukhumbu · 
Sunsari · 
Surkhet · 
Syangja · 
Tanahu · 
Taplejung · 
Terhathum · 
Udayapur